# Art Tatum
Art Tatum (13. října 1909 Toledo, Ohio, USA – 5. listopadu 1956 Los Angeles, Kalifornie, USA) byl americký jazzový klavírista. Od dětství byl na jedno oko slepý a špatně viděl i na to druhé. Na klavír začal hrát v útlém věku a brzy uměl zahrát i velmi složité skladby. V roce 1927 začal hrát v místní rozhlasové stanici a v roce 1932 se přestěhoval do New Yorku. V roce 1941 nahrál spolu se zpěvákem Big Joe Turnerem několik skladeb pro Decca Records a v roce 1943 založil trio, ve kterém ho doprovázeli kytarista Tiny Grimes a kontrabasista Slam Stewart. Zemřel ve svých sedmačtyřiceti letech v Los Angeles na selhání ledvin.